# Воган, Эрнест, 7-й граф Лисбёрн
Эрнест Эдмунд Генри Малет Воган, 7-й граф Лисберн (англ. Ernest Edmund Henry Malet Vaughan, 7th Earl of Lisburne; 8 февраля 1892 — 30 июня 1965) — валлийский пэр и дворянин.

## Биография
Родился 8 февраля 1892 года. Единственный сын Джорджа Генри Артура Вогана, 6-го графа Лисбёрна (1862—1899), и его жены, Ивлин Пробин (? — 1931), дочери Эдмунда Пробина и Шарлотты Сеймур Джонс. Он получил образование в Итонском колледже.
4 сентября 1899 года после смерти своего отца семилетний Эрнест Воган унаследовал титулы  7-го графа Лисбёрна ,  10-го виконта Лисбёрна и  10-го барона Фетарда в системе Пэрстве Ирландии.
В 1912—1914 годах — младший лейтенант в Шотландской гвардии. Участвовал в Первой мировой войне в составе Валлийской гвардии, упоминался в донесениях и был ранен. В 1915 году он получил звание майора Валлийской гвардии. В 1927 году вышел в отставку. Во время Второй мировой войны лорд Лисбёрн служил в чине капитана Валлийской гвардии. Уволился с военной службы в 1945 году в почётном чине майора.
Лорд Лисбёрн занимал должности главного шерифа Кардиганшира в 1923 году, лорда-лейтенанта Кардиганшира с 1923 по 1956 год, вице-президента Университетского колледжа Уэльса в 1929 году. В 1935 году он был назначен командором Ордена Святого Иоанна, а в 1955 году — кавалером Ордена Святого Иоанна. Он занимал должность мирового судьи в графстве Кардиганшир.

## Личная жизнь

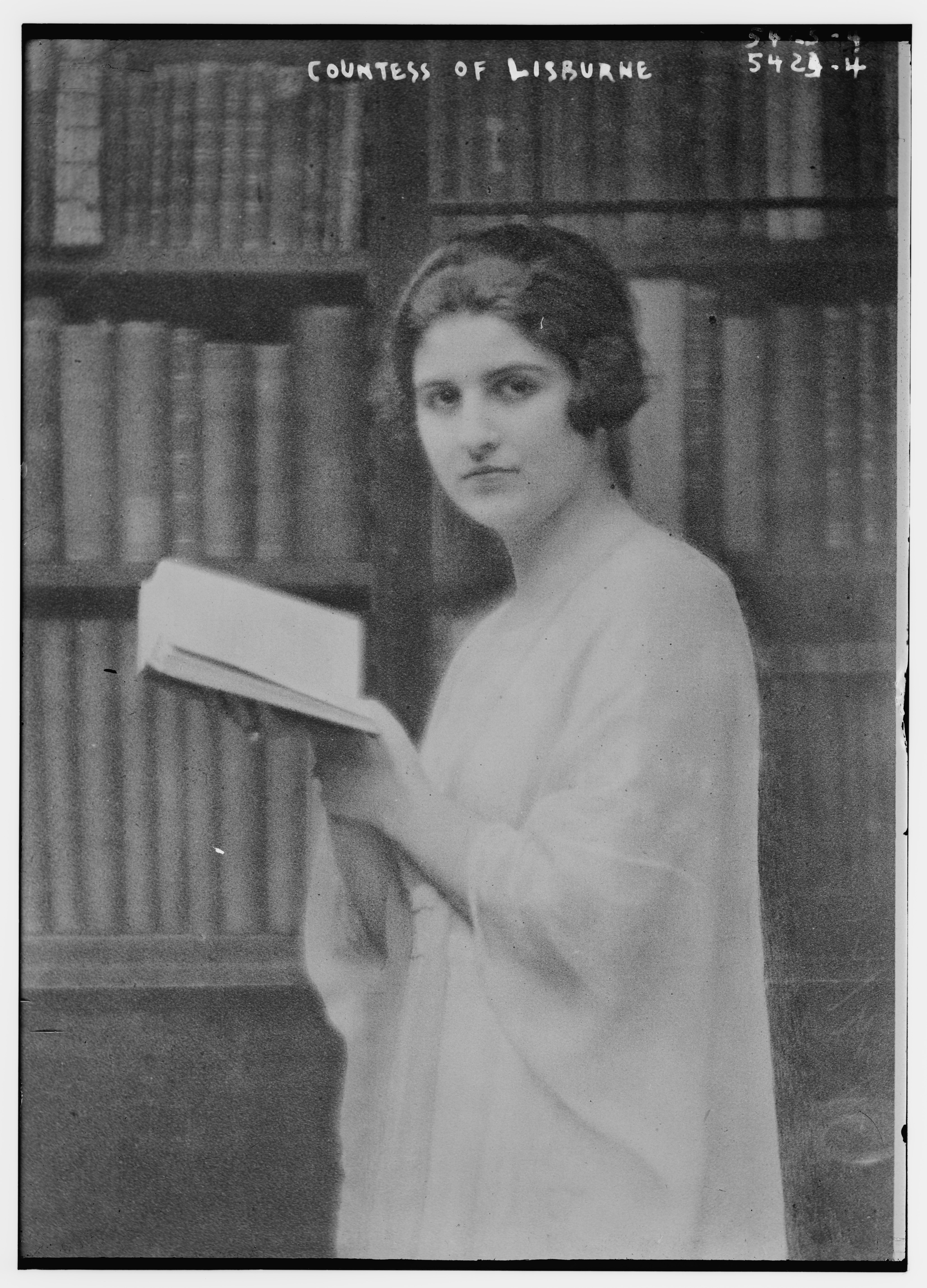
Мария Изабель Регина Аспасия де Биттенкур, 1-я графиня Лисбёрн

Лорд Лисбёрн был дважды женат. 16 июля 1914 года он женился первым браком на Марии Изабель Регине Аспасии де Биттенкур (? — 22 января 1944), дочери дона Хулио Фермине Альберта де Биттенкура. Дети от первого брака:
- Леди Глория Регина Малет Воган (1916 — 27 февраля 1998), в 1935 году она вышла замуж за сэра Найджела Фишера[англ.] (1913—1966), от брака с которым у неё было двое детей.
- Джон Дэвид Малет Воган, 8-й граф Лисберн (1 сентября 1918 — 2 сентября 2014), единственный сын и преемник отца.
- Леди Хонор Морвит Воган (1919 — 25 июля 2018), в 1943 году она вышла замуж за майора Уильяма Герберта Райдиана Ллевеллина (1919—2008), сына сэра Дэвида Ллевеллина, 1-го баронета, от брака с которым у неё было трое детей.
- Леди Ауриэль Розмари Малет Воган (20 января 1923 — 14 октября 2014), известная как автор как «Ориэль Малет»[12].

14 ноября 1961 года лорд Лисбёрн вторично женился на Одри Морин Лесли Микин (? — 18 февраля 1978), дочери Джеймса Микина и Эммы Беатрис Уоллес.